# Tigre (Volk)
Die Tigre (italienisch Tigrè oder Tigré) sind eine Volksgruppe in Eritrea. Tigre bilden dort 30 bis 40 Prozent der Bevölkerung. Sie sind nicht mit den Tigray (Tigrinya) zu verwechseln.
Ihre Sprache heißt ebenfalls Tigre und gehört ebenso wie das Tigrinya zu den semitischen Sprachen. Sie wird mit der äthiopischen Schrift, aber auch mit der arabischen Schrift geschrieben.

## Geografie
Die Tigre bewohnen das nördliche Hochland und die westliche Tiefebene Eritreas, sowie (möglicherweise nur transhumant) den Süden des angrenzenden nordöstlichen sudanesischen Bundesstaates al-Bahr al-ahmar (d. h. Rotes Meer). Die große Mehrheit von ihnen bekennt sich zum sunnitischen Islam, der wie im Nachbarland Sudan volksreligiöse Glaubenspraktiken enthält. Einige Tigre sind Anhänger des Sufiordens der Khatmiyya.

## Siedlung und Wirtschaft
Tigre leben überwiegend als Bauern in kleinen Dörfern in Rundhäusern oder betreiben halbnomadische Viehzucht.

## Erbrecht
Das Erbrecht der polygam lebenden Tigre begünstigt beim Tode des Familienoberhauptes keinen ältesten Sohn, sondern den jüngsten Sohn der ersten Ehefrau. Er erbt das Haus und bekommt ein besonders gutes Stück Land und hat dafür für die verwitwete erste Frau zu sorgen. Die Aufteilung des gesamten Erbes regelt üblicherweise ein aus drei Personen bestehender Ältestenrat des Clans (siehe Africa 101).